# بيل ميلر (مدرب رياضي)
بيل ميلر (بالإنجليزية: Bill Miller)‏ هو مدرب رياضي أمريكي، ولد في 1 يونيو 1956 في توبيكا في الولايات المتحدة.